# 24155 Serganov
24155 Serganov è un asteroide della fascia principale. Scoperto nel 1999, presenta un'orbita caratterizzata da un semiasse maggiore pari a 2,2478738 UA e da un'eccentricità di 0,1847727, inclinata di 8,20455° rispetto all'eclittica.